# Мусинов, Аскар Ахметович
Аскар Ахметович Мусинов (каз. Асқар Ахметұлы Мусинов, 11 апреля 1961, Алматы, Казахская ССР — 10 февраля 2024) — казахстанский дипломат, генеральный директор Исламской организации по продовольственной безопасности. Чрезвычайный и полномочный посол Казахстана.

## Биография
В 1984 году окончил Ленинградский государственный университет имени А.А. Жданова по специальности "востоковед-филолог". После окончания университета, начал трудовую деятельность в качестве военного переводчика в Ливии (с 1984 по 1987 год).
- С 1987 по 1991 год — второй, первый секретарь Министерства иностранных дел Республики Казахстан.
- С 1991 по 1992 год — второй секретарь посольства СССР в Саудовской Аравии.
- В 1993 году — старший референт Международного отдела Аппарата Президента Казахстана.
- С 1993 по 1996 год — начальник Консульского управления Министерства иностранных дел Республики Казахстан.
- В 1996 году — первый секретарь-заведующий консульским отделом посольства Казахстана в Соединенном Королевстве Великобритании и Северной Ирландии.
- С 1996 по 1997 год — директор Департамента консульской службы Министерства иностранных дел Республики Казахстан.
- С 1997 по 1999 год — шеф протокола Президента Республики Казахстан.
- С 1999 по 2002 год — Чрезвычайный и Полномочный посол Республики Казахстан в Египте, а также в Алжире, Тунисе, Королевстве Марокко по совместительству[1].
- С 2002 по 2006 год — чрезвычайным и полномочным послом Республики Казахстан в Королевстве Саудовская Аравия и странах Персидского залива (ОАЭ, Оман, Катар, Кувейт и Бахрейн) по совместительству[2].
- С июня 2006 года — Чрезвычайный и Полномочный Посол Казахстана в Объединённых Арабских Эмиратах (ОАЭ) и в Южно-Африканской Республике по совместительству[3].
- С июня 2013 года — Ответственный секретарь Министерства иностранных дел Республики Казахстан[4].
- С 2014 по 2016 год — Заместитель министра иностранных дел Республики Казахстан[5].
- С 2016 по 2018 год — Руководитель подразделения по вопросам мира и разрешения конфликтов в Генеральном секретариате Организации Исламского Сотрудничества[6].
- С 2018 по 2022 год — Заместитель генерального секретаря по науке и технологиям в Организации исламского сотрудничества.
- С 1 января по 10 февраля 2024 года — Генеральный директор Исламской организации по продовольственной безопасности[7].

Умер 10 февраля 2024 года в возрасте 62 лет.

## Публикации
- Ближний и Средний Восток в системе международных отношений: монография / А.А. Мусинов; 2020.
- Консульское право и консульская служба: учебник / А.А. Мусинов Д.И. Нурумов, М.А. Сарсембаев; 2000.

## Личная жизнь
Жена — Нукетаева Жанар Жусупалиевна, сестра ректора Казахского государственного женского педагогического университета Динар Нукетаевой.
Воспитывал троих детей.

## Награды
- Орден Парасат (2015)[9]
- Орден Достык 2 степени (2005)
- Памятная медаль Астана (1998)
- Медаль «Қазақстан Республикасының тәуелсіздігiне 10 жыл» (2001)
- Медаль «Қазақстан Конституциясына 10 жыл» (2005)
- Медаль «Қазақстан Парламентіне 10 жыл»
- Медаль «Астананың 10 жылдығы» (2008)
- Медаль «Қазақстан Республикасының тәуелсіздігiне 20 жыл» (2011)
- Орден Независимости 1 степени ОАЭ (2013)[10]